# Michael Bublé

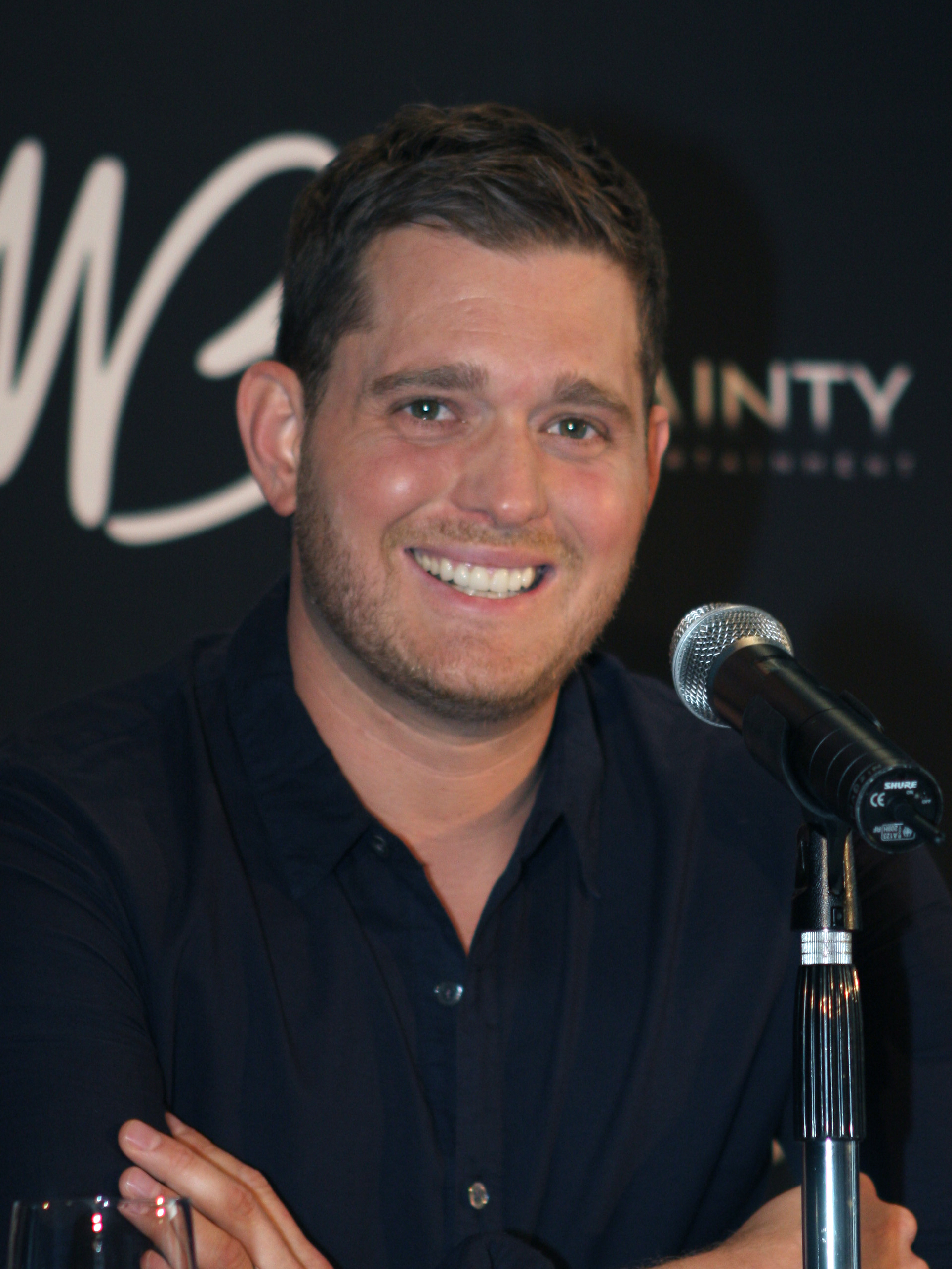
Michael Bublé el 2011

Michael Steven Bublé (Burnaby, 9 de setembre de 1975) és un cantant i actor canadenc.
Les cançons de Bublé li han fet guanyar diversos premis, incloent-hi tres premis Grammy i diversos Juno Awards.
Els seus èxits obtinguts van arribar a unes modestes posicions en la llista dels Estats Units. El seu primer àlbum va arribar al top ten d'una emissora de ràdio al Canadà i el Regne Unit.
Però no va ser fins al 2005 quan va esdevenir tot un èxit comercial als Estats Units amb el seu àlbum It’s time, del qual va vendre 8 milions de còpies. Michael també ha aparegut en la sèrie de Rove en quatre ocasions. Està casat amb la model argentina Luisana Lopilato.

## Biografia
Michael Bublé va néixer a Burnaby, Columbia Britànica (Canadà) el 1975. Els seus pares són Lewis Bublé, un pescador de salmó, i la seva dona Amber. Té dos germans petits, Crystal (actriu) i Brandee.
Va estudiar a la Seaforth Elementary School i a Cariboo Hill Secondary School. Segons una entrevista que li feu l'Oprah Winfrey el 9 d'octubre de 2009, Bublé va confessar que somiava a convertir-se en un cantant famós d'ençà que tenia 2 anys. El seu interès per la música jazz grellà al voltant de l'edat de 5 anys quan la seva família tocava l'àlbum de White Christmas per Bing Crosby quan era Nadal. El primer cop que la seva famíla va notar el seu talent musical va ser per Nadal quan tenia tretze anys i el van sentir cantant la frase de “May your days be merry and bright.” (o sigui en català “ que els teus dies siguin feliços i brillants”) quan la família estava cantant la cançó de “White Christmas”.
Bublé tenia una forta passió per l'Hoquei sobre gel i volia convertir-se en un jugador professional amb els Vancouver Canucks però va creure que no era bo per ell. Enl 2010, amb concerts va arribar fins a $65 milions en tot el món, dient a tothom “Volia ser jugador de hockey. Si fos bon jugador de hockey ara no estaria cantant.” Bublé a vegades jugava a hockey quan era jove, mirava els jocs de Vanacouver Canucks amb el seu pare, deia que volia ser Gary Llúpol, volia ser Patrik Sundström i Ivan Hlinka. Solia pensar que volia ser enomenat Michael Bublé, pensava que era genial perquè era proper a cridar Jiri Bublé. Entre els catorze i els vint anys Michael es passà tots els estius treballant com a pescador comercial amb el seu pare i companys de tripulació. Bublé descrigué aquella experiència de treball com; “El treball físic més normal que sabré en la meva vida. Sabíem per dos, de vegades tres mesos i l'experiència de viure i treballar entre homes del doble de la meva edat em va ensenyar moltes possibilitats i el que significa ser un home.”
Els seus primers compromisos com a cantar eren en clubs nocturns als 16 anys i eren facilitats pel seu avi italià Demetrio Santagà. L'avi de Bublé també cobrava per les seves classes de cant. Un dels seus instructors vocals era Joseph Shone. Bublé va créixer escoltant la col·lecció del seu avi de jazz.
Unes paraules de Bublé del seu avi van ser: “el meu avi va ser realment el meu millor amic, va ser l'únic que l'hi va obrir el món sencer de la música que semblava haver passar a la seva generació. Encara que m'agradi el rock’n'roll i la música moderna, el primer cop que va posar Mills Brothers, va passar quelcom de màgic. La lletra era tan romàntica, la forma en què la cançó havia de ser meva, era com veure un flash del meu futur davant meu. Volia ser cantant y sabia que aquella era la música que volia cantar.” Bublé en cap moment va parar de pensar que volia convertir-se en una estrella però va admetre que ell probablement que ell era l'únic que creia amb el seu somni. Bublé va dir que mai va aprendre a llegir o escriure música. Als 18 anys va entrar a un concurs de talents locals i va guanyar. Però després de guanyar, va ser desqualificat per ser menor d'edat. Després d'això Delich va fer entrar a Bublé a Canadian Youth Talent Search, i va guanyar. Després d'això Bublé li va demanar a Delich que fos el seu manager, i així va ser durant els següents 7 anys.
D'acord amb Delich, Bublé faria cada concert imaginable, incloent concursos de talent, convencions, creuers, centres comercials, salons d'hotels, bars, clubs, concerts, revistes musicals, i fins i tot cants ocasionals de Pare Noel.
El 1996, Bublé va aparèixer a Death Game (també conegut com a Mortal Challenge) com Drome Groupies. També el 1996, va aparèixer (sense crèdits) en dos episodis de la sèrie X-Files com a mariner de submarí. La seva primera actuació a la televisió nacional va ser el 1997, en el documental Bravo! titulat Big Band Boom!, dirigit per Mark Glover Masterson.
Al començament de 1997, Bublé va esdevenir un convidatfreqüent en el programa de Vicki Gabereau en CTV. Durant la seva primera temporada el programa sortia en viu, que va treballar a favor de Bublé. Quan un convidat regular es va veureobligat a cancel·lar, el productor musical del programa (MarkFuller) sovint li demanava a Bublé que aparegués a l'últim moment. En una ocasió, Bublé va compartir els drets de convidat amb Diana Krall, que estava nominada a un Grammy per jazz. Segons Fuller, Krall va estar impressionada amb l'actuació deBublé. Les aparicions de Gabereau li van permetre a Bublé a tenir gran exposició, però també ajudar al cantant a perfeccionar les seves habilitats en televisió com a cantant i com a convidatd'entrevista. En una mostra d'agraïment mutu, Bublé va aparèixer al final del programa de Gabereau el 2005, al costat de JannArden i Elvis Costello. Bublé va rebre dues nominacions al Premi Genie el 2000 per dues cançons que va escriure per a la pel·lícula Here's to Life!("I've Never Been In Love Before", "Dumb 'Heart"). Va gravartres àlbums independents (First Dance, Babalú, Dream). Peròals 25 anys Bublé es va modar de Columbia Britànica aToronto, Ontario i estava llest per renunciar al somni de músicprofessional per mudar-se a Vancouver, Columbia Britànica, per perseguir una carrera en periodisme quan va arribar un cop de sort el 2000.

## Carrera musical

### 2000-02: Inicis musicals
El 2000, la carrera de Bublé va arribar a una cadena d'esdeveniments sorprenents.
Un ajudant de l'exministre Brian Mulroney, Michael McSweeney, va veure l'actuació de Bublé en una festa de negocis, i va rebre una còpia de l'àlbum independent de Bublé. McSweeney va mostrar l'àlbum a Mulroney i Bublé i la seva dona va ser convidat a cantar en el casament de la filla de Mulroney, Caroline, on va cantar "Mack the Knife" de Kurt Weill. En les noces, Bublé va ser presentat a David Foster, un productor guanyador de premis Grammy qui havia treballat prèviament amb artistes com Madonna, Whitney Houston, Michael Jackson, Céline Dion, Barbra Streisand, KennyG., Cher, Josh Groban i Andrea Bocelli. Inicialment, Foster es va mostrar reticent a signar amb Bublé al seu segell 143 Records perquè ell "no sabia com comerciar aquest tipus de música." Bublé es va mudar a Los Angeles durant un breu període, amb el seu agent, per convèncer Foster que ho acceptés. Eventualment, Foster va acceptar a produir un àlbum per a ell si recaptava 500,000 per cobrir els costos de la producció, i Bublé ho va fer. Foster va acabar cobrint els costos de producció al final sota el seu segell, sense garanties de suport de Warner Brothers, i després que Bublé rebés el segell personal d'aprovació i suport de l'amic de Foster, Paul Anka. Després que David Foster es va posar d'acord amb produir l'àlbum debut de Bublé, Bruce Allen, que Bublé havia perseguit durant anys perquè sigui el seu mànager, també va signar aBublé.
Bublé va fer algunes actuacions en aquest període, en 2000,com un cantant de karaoke en Duets costat de Gwyneth Paltrow i Huey Lewis, i el 2011, com Van Martin (un propietari de club), en Totally Blonde.

### 2003-04: Michael Bublé
Michael Bublé, l'àlbum debut, va ser llançat l'11 de febrer de 2003 per 143 Records/Represa Records. L'àlbum compta amb una sèrie de standards de diverses èpoques incloent "Fever," "The Way You Look Tonight", "For One in My Life", "Moondace" i "You'll Never Find Another Love Like Mine". També en l'àlbum està "How Can You Mend a Broken Heart?", amb Barry Gibb i Bee Gees cantant cors. L'àlbum va estar en el top 10 al Canadà, Regne Unit, Sud-àfrica, i va arribar al número u a Austràlia. Va estar en el número 33 en ÀRIA Top 100, Àlbums de 2003. Va tenir èxit marginal als Estats Units arribant al top 50 en Billboard 200. Tres cançons de l'àlbum ("Kissing a Fool", "How Can You Mend a Broken Heart?", "Sway") van arribar al top 30 en Billboard Hot Adult Contemporarty Tracks.
Bublé va aparèixer a nivell nacional al programa de NBC dels Estats Units Today el 14 de febrer de 2003. Una campanya amb "Fever" va ser llançada abans del Dia de Sant Valentín amb una petita campanya que deia "You pronounce it Boo-blay" (en espanyol: "Ho pronuncies Boo-blay.") L'àlbum va ser Or allí. Després va començar a viatjar a tot el món per promocionar l'àlbum. La gira incloïa Singapur, Sud-àfrica, Filipines, Regne Unit, Canadà, Amèrica del Sud, i finalment Estats Units.
Al novembre de 2003, Bublé va llançar un EP de Nadal anomenat Let It Snow, contenint 5 temes inèdits, que van arribar al número 56 en Billboard 200. "Let It Snow" va aconseguir el top 40 de la llista de senzills d'Austràlia. Un DVD/CD en viu anomenat Come Fly with Me va ser llançat a principis de 2004. El CD va ser número 99 en Ària Top 100 Àlbums de 2004. El DVD incloïa imatges en viu i darrere d'escenes de la primera gira mundial de Bublé. El CD incloïa tres cançons inèdites d'estudi, dues cançons noves, i tres cançons en viu de l'àlbum Michael Bublé. L'àlbum va arribar al número 55 en Billboard 200. Al novembre de 2004, l'edició de Nadal del seu àlbum debut va ser llançada com un set de dos discos que incloïa Michael Bublé i Let It Snow.
Bublé va guanyar el premi "Nou Artista de l'Any" en els Premis Juno 2004 i el seu àlbum va estar nominat per "Àlbum de l'Any", però va perdre amb Sam Roberts.
Bublé va aparèixer en la pel·lícula de 2003 The Snow Walker. També en 2003 va interpretar a un artista en un episodi de Days of Our Lives. En 2003, va aparèixer com sí mismi a Las Vegas.
Les cançons de l'àlbum debut de Bublé ("For One in My Life", "Kissing a Fool") van ser llançades en la banda sonora de la pel·lícula Down with Love en 2003. La banda sonora també incloïa un duet inèdit amb Holly Palmer del tema de la pel·lícula. Es va tocar un remix Junkie XL per a la sèrie animada de Spider-Man de l'àlbum Babalu durant els crèdits de Spider-Man 2 en 2004, i aquesta versió també va ser llançada com a senzill. Va ser llançat un CD en 2003 de set cançons que Bublé va cantar per Totally Blonde, cridant-ho Totally Bublé. Després de l'èxit de l'àlbum homònim de Bublé, DRG Recrods va llançar la banda sonora de jazz de la pel·lícula Totally Blonde en què Bublé tenia un paper co-protagonista com un cantant de club nocturn i un propietari de club. DRG Records bàsicament va ignorar la connexió musical a la pel·lícula en canviar-li el títol i col·locant una fotografia en la portada fent-ho aparèixer com si es tractés d'una versió adequada de Michael Bublé. La distorsió és menor i Bublé va dir a la seva pàgina oficial que no volia que aquestes cançons anessin llançades, però que estava fos del seu control. La seva versió de "Come Fly with Me" és utilitzada en Looney Tunes: Back in Action.

### 2005-06: It's Time
El segon àlbum d'estudi de Bublé, It's Time, va ser llançat el 15 de febrer de 2005, de nou per 143/Represa Records. L'àlbum incloïa cançons com "You Don't Know Em", "Feeling Good", "Can't Buy Em Love", "Save the Last Dance for Me", "Song for You", i "Quando, Quando, Quando" (un dueto amb la cantant canadenca pop Nelly Furtado). També incloïa una cançó original, "Home", co-escrita per Bublé, el seu director musical Alan Chang, i Amy Foster-Gilles (la filla de David Foster).
L'àlbum va aconseguir el número 1 al Canadà, Itàlia, Japó, i la llista Billboard Top Jazz, número 2 a Austràlia, i número 7 en Billboard 200. A més va arribar al top 10 de Regne Unit, Suïssa, Noruega, Austrai, i Suècia. L'àlbum va passar 104 setmanes en Billboard Top Jazz Charts, incloent un rècord de 78 setmanes en el lloc número 1. It's Time va estar en Billboard Top Jazz Album en 2005 i 2006. El primer senzill, "Feeling Good", va tenir una mica d'èxit comercial. No obstant això, el segon senzill de l'àlbum, "Home" va arribar al lloc 1 en Billboard Adult Contemporary Tracks i 72 en Billboard Hot 100. El tercer senzill, "Save the Last Dance for Me", va arribar al número 5 de Billboard AC Track Chart i 99 en Billboard Hot 100.
En 2005, també va aparèixer en un comercial per a la línia Strabucks Frappucino, cantant el seu senzill "Come Fly with Me". El senzill va aparèixer com bonus track en l'edició de Strabucks d'It's Time.
Bublé va guanyar quatre Premis Juno en 2006 per Àlbum Pop de l'Any - It's Time, Senzill de l'Any - "Home", Àlbum de l'Any - It's Time, Artista de l'Any, i va estar nominat per al Premi Juno Fan Choice, però va perdre amb la banda canadenca punk rock Simple Pla. Va estar nominat dues vegades per un Grammy en la categoria Millor Àlbum Tradicional de Pop en 2006 (It's Time) i 2007 (Caught in the Act), però va perdre, en tots dos casos, amb Tony Bennett. En 2007, Bublé va rebre una nominació per a un premi Juno, per elecció dels admiradors, però va perdre contra Nelly Furtado.

### 2007-08: Call Me Irresponsible
El tercer àlbum d'estudi de Bublé, Call Me Irresponsible va ser llançat l'1 de maig de 2007 per 143/Represa Records. El seu tercer àlbum incloïa cançons com "Always On My Mind," "Dream", "I've Got The World On A String", i "Comin' Home Baby" (un dueto amb Boyz II Men). Als Estats Units, l'àlbum va debutar en el número dos en Billboard 200 i va arribar al número u en la seva segona setmana. Uns pocs artistes han estat capaços d'aconseguir això, com Michael Jackson i Sugarland. L'àlbum ha venut a prop de 2 milions de còpies només als Estats Units. Internacionalment, l'àlbum va debutar en la posició top, i va anar l'àlbum millor venut de l'any 2007. A Regne Unit, la versió estàndard i l'Edició Especial van ser els millors venuts (Estàndard amb 300,000, i l'Edició Especial amb 462,000). A més, l'àlbum va ser certificat 2x Platí a Europa amb més de dos milions de còpies venudes. Call Me Irresponsible ha venut més de 5 milions de còpies a tot el món.
El primer senzill de l'àlbum va ser "Everything". Té un so més d'adult contemporani en comptes del seu estil big band i va ser llançat al maig de 2007. La cançó va esdevenir un dels millors èxits de Bublé, arribant al número 46 en Billboard Hot 100, número 1 en Hot Adult Contemporary Tracks, i número 10 al Canadà. "Me and Mrs. Jones" va ser fixada a llançar-se com el segon senzill de l'àlbum però va ser cancel·lat malgrat que es va fer un vídeo musical. El següent senzill, llançat al novembre de 2007, va ser "Lost", un èxit en el lloc 97 en Hot 100 i 19 a Regne Unit. "It Had Better Be Tonight" va ser llançat com un senzill remix, amb molts remixes per Eddie Amador. La cançó va arribar a la posició 89 al Canadà. El senzill final de l'àlbum, "Comin' Home Baby", va ser llançat a l'abril de 2008.

### 2009-2012:Crazy Love
El tercer DVD de Michael Bublé (després de Caught in the Act i Come Fly with Me) titulat Michael Bublé Meets Madison Square Garden va ser llançat el 16 de juny de 2009. Es va estrenar a la seva pàgina oficial un tràiler exclusiu. El DVD és una recopilació d'esdeveniments en les actuacions més importants en viu de Bublé. El CD estàndard conté 10 cançons en viu i té una portada ataronjada. L'edició en línia conté dues cançons agregades ("Sway" i "That's Life") i té una portada alternativa color blau. A Amèrica, l'edició blava pot ser només comprada a través de la seva tenda en línia-no obstant això, l'edició especial està disponible per comprar en qualsevol lloc.
En 2009, Bublé va ser mostrat en My Musical Brain amb l'escriptor i neurocientífic Daniel Levitin, basat en el llibre de Levitin This Is Your Brain On Music.
El quart àlbum d'estudi de Bublé, Crazy Love, va ser llançat per 143/Represa Records el 13 d'octubre de 2009. No obstant això, va ocórrer als Estats Units un llançament anticipat el 9 d'octubre de 2009, en què Bublé va aparèixer en Oprah aquest mateix dia i va cantar el primer senzill de l'àlbum, "Haven't Met You Yet". L'àlbum va ser promocionat en una entrevista amb George Stroumboulopoulos en The Hour el 17 d'octubre de 2009, i el 22 de desembre en The Gleen Beck Program.
L'àlbum conté dotze cançons (i 1 bonus track), incloent dues cançons originals co-escrites per Bublé, "Haven't Met You Yet" i "Hold On". El seu primer senzill, "Haven't Met You Yet" va ser llançat el 31 d'agost de 2009, on va ser número 1 en Adult Contemporary al Canadà. La majoria de les cançons van ser gravades en viu a causa que Bublé no volia sonar molt sobreproducido i relliscós. Bublé també va escriure la introducció per la seva cover de "Cry M'a River", a causa que volia que la cançó sonés molt cinematogràfica i grandiloqüent.
Crazy Love va debutar en el número 1 en Billboard 200 i va ser àlbum número 1 en Top Jazz Album. També va debutar en el número 1 a Austràlia i el Canadà, on es va vendre com l'àlbum més ràpidament venut. L'àlbum seria recolzat per una gira anomenada Crazy Love Tour. Durant la gira, Michael va tocar dues nits en l'Estadi Aviva a Dublín, Irlanda. L'estadi té 51,700 i totes les entrades es van exhaurir en un dia. La primera nit de la gira Michael va tenir la major audiència.
Bublé va participar en The X Factor en 2009. Va ser el mentor per als finalistes en la setmana tres i també va aparèixer en la final, amb un duet amb Stacey Solomon.
Bublé va ser el convidat musical en Saturday Night Live el 30 de gener de 2010. Cantó "Haven't Met You Yet", "Baby (You'veu Got What It Takes)" amb Sharon Jones, i va fer un sketch amb Jon Hamm per "Hamm & Bublé Restaurant".
Bublé va participar en els Jocs Olímpics d'Hivern de 2010 en Vancouver abans de la cerimònia d'obertura. Va actuar en Today de NBC el 12 de febrer, el dia de la cerimònia d'obertura i durant la transmissió a la Muntanya Grouse. "Cry M'A River" va ser seleccionada com la cançó temàtica per a la cobertura dels jocs.

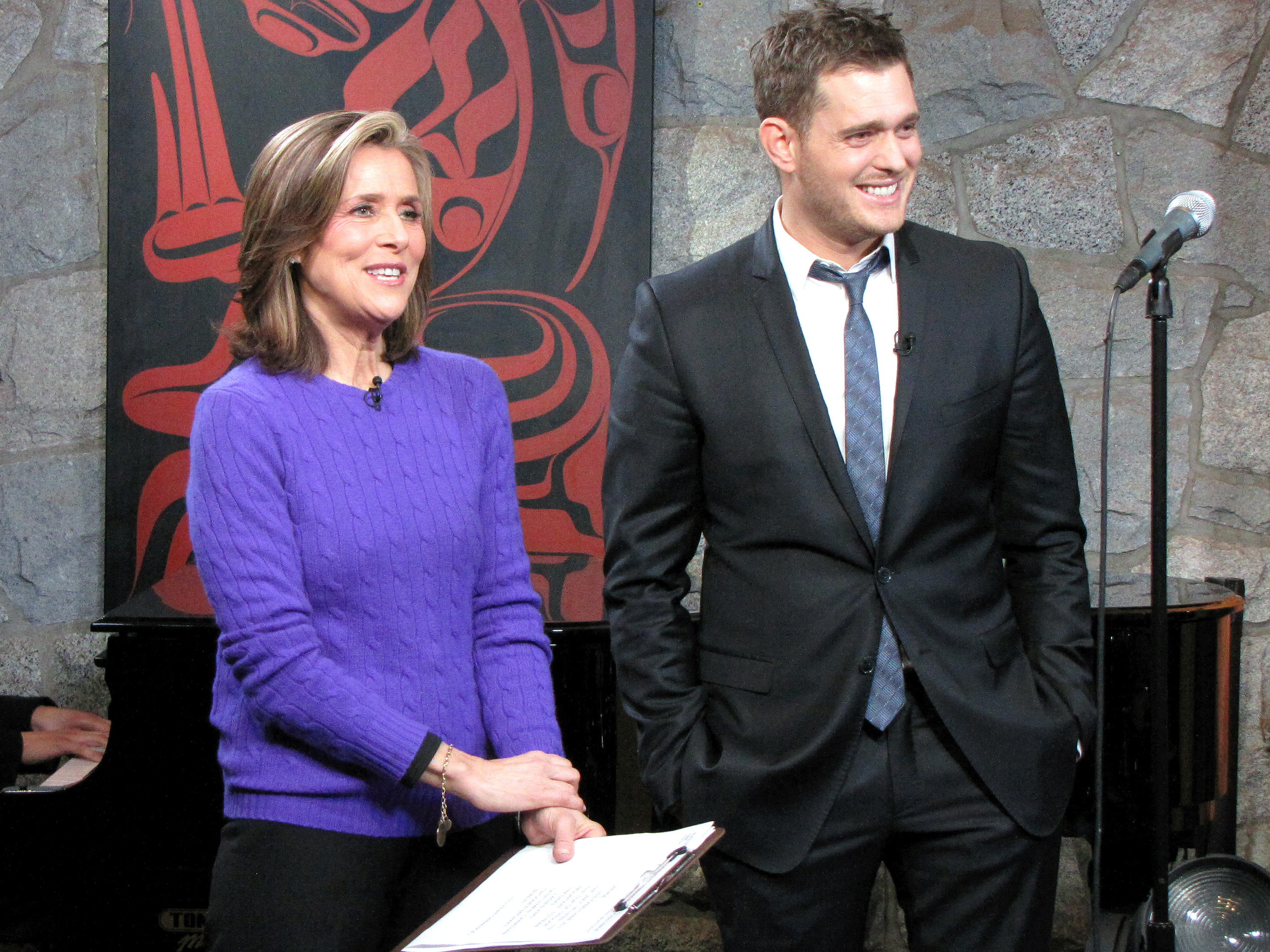
Michael Bublé amb Meredith Vieira, la presentadora del programa Today del canal NBC

Bublé va aparèixer en un especial sobre ell mateix que va sortir a l'aire en la televisió australiana al gener.
Bublé va actuar juntament amb altres artistes del Canadà (incloent-hi Michael J. Fox) en la cerimònia de clausura cantant una versió de "Maple Leaf Forever", originalment apareixent com "Mountie", però després estripant-se l'uniforme per revelar un esmòquing blanc per sota.
També va aparèixer en la comèdia The Colbert Report. El 18 d'abril de 2010, Bublé es va portar a casa quatre premis Juno per Elecció Juno, Senzill de l'Any - "Haven't Met You Yet", Àlbum de l'Any - Crazy Love, i Àlbum Pop de l'Any - Crazy Love, i dues nominacions per Artista de l'Any i Compositor de l'Any. Els productors de Crazy Love, David Foster i Bob Rock van rebre nominacions per separat per Premi Jack Richardson Productor de l'Any, amb Bob Rock guanyant el premi.
Warner Records va anunciar que Bublé rellançaria Crazy Love el 25 d'octubre de 2010 als Estats Units, amb una anterior data de llançament el 15 d'octubre de 2010 per a Europa. Aquesta edició especial es dirà, Crazy Love Hollywood Edition". Contindrà diversos bonus track incloent l'últim senzill de Bublé, "Hollywood", que va ser co-escrita pel compositor i pianista canadiente Robert G. Scott. El 7 de setembre de 2010, "Hollywood" va ser llançat a tot el món en radis i com a senzill digital en iTunes. Recentment va tocar per 100,000 persones en l'Estadi Aviva a Dublín com el seu concert més gran fins avui i s'han fet rumors que hi haurà un DVD del concert. Michael serà mostrat en un especial d'ITV anomenat This Is Michael Bublé. L'especial contindrà escenes de concerts en l'Estadi Aviva.
El 23 de febrer de 2011, Michael va aparèixer com el narrador de Song Stories: My Way.

### 2013-present:To Be Loved
Michael Bublé va llançar l'àlbum To Be Loved el 15 d'abril de 2013. La cançó prencipal, "It's A Beautiful Day", va sortir el 25 de febrer de 2013. To Be Loved va debutar en el número 1 de Billboard 200, que va ser el quart número 1 consecutiu que va aconseguir el cantant.
El 18 de desembre de 2013, Michael Bublé va fer el seu tercer Annual Christmas Special amb la NBC. Va tenir convidats especials com Mariah Carey i Mary J Blige.

## Vida professional

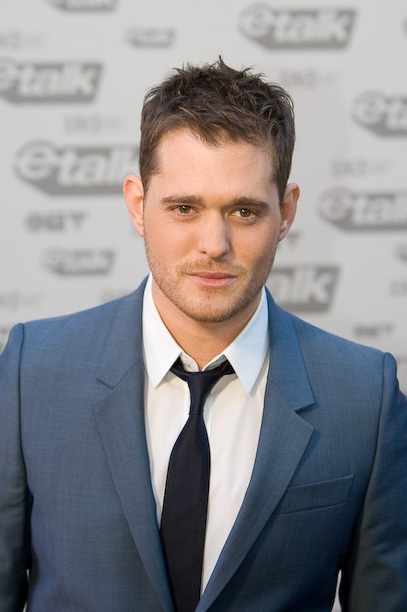
Bublé a Vancouver el 2009

Michael Bublé va estar compromès amb la seva xicota de fa molt temps Debbie Timuss, una actriu de teatre, ballarina i cantant. Els dos van estar en els musicals Red Rock Diner l'any 1996, i Forever Swing en el 1998. Debbie va ser enllistada com una de les dedicatòries de l'àlbum de Michael Bublé i It’s Time i com a corista en It’s Time. Mentres estava a Itàlia. Debbie també va ser nomenada en el vñídeo musical per “Home”. El seu compromís va acabar el novembre de 2005. La seva ruptura va inspirar a Bublé l'escriptura de la cançó de “Lost”.
Durant una aparició dels premis Logie en 2005, va conèixer a una actriu britànica Emily Blunt, i de nou es va trobar amb ella darrere dels escenaris de Los Angeles, acabant amb una relació. Ell va pensar que ella era una productora de BBC. Ella va cantar els cors del cover Me and Mrs Jones en l'àlbum Call Em irresponsable. La cançó Everything va ser escrita cap a Blunt. L'11 de juliol de 2009 van dir que ell havia acabat amb ella.
Bublé es va comprometre a l'Argentina amb la seva xicota Luisana Lopilato, una actriu i model argentina el novembre de 2009. Bublé va escriure el senzill Haven't Met You Yet per Lopilato, i ella va aparèixer en el vídeo musical de la cançó. Es van conèixer el novembre de 2008 en una festa feta per la companyia discogràfica de Bublé després d'un dels seus concerts a Buenos Aires. La parella es va casar el 31 de març de 2011 a Buenos Aires.
Des de 2005, Bublé ha tingut la doble nacionalitat, italiana-canadenca. Sent un gran fanàtic de l'hoquei des de la seva infantesa, Bublé requereix "un disc d'hoquei de l'equip local" al seu camerino com a part del seu contracte per a promotors de concerts en cada ciutat. Des de desembre de 2008, ha estat el co-propietari dels Vancouver Giants.
El 12 de febrer de 2009, Bublé va prometre una donació de 50 mil dòlars a les víctimes dels incendis forestals a Victoria de febrer de 2009.

## Filmografia
- 2000: Duets
- 2001: Totally Blonde
- 2003: The Snow Walker
- 2004: Las Vegas – "Catch of the Day"
- 2005: Da Kath & Kim Code
- 2005: Michael Bublé: Caught in the Act
- 2010: Michael Bublé Meets Madison Square Garden
- 2013: Michael Bublé's Day Off

## Discografia
- BaBalu (2001)
- Dream' (2002)
- Michael Bublé (2003)
- It's Time (2005)
- Call Me Irresponsible (2007)
- Crazy Love (2009)
- Christmas (2011)
- To Be Loved (2013)

## Gires
- Michael Bublé: Live in Concert (2004)
- It's Time Tour (2005-06)
- Irresponsible Tour (2007-08)
- Crazy Love Tour (2010-11)
- To Be Loved Tour (2013-present)

## Guardons
Premis
- 2008: Grammy al millor àlbum de pop vocal tradicional
- 2010: Grammy al millor àlbum de pop vocal tradicional
- 2011: Grammy al millor àlbum de pop vocal tradicional
- 2014: Grammy al millor àlbum de pop vocal tradicional

Nominacions
- 2006: Grammy al millor àlbum de pop vocal tradicional
- 2007: Grammy al millor àlbum de pop vocal tradicional
- 2013: Grammy al millor àlbum de pop vocal tradicional
- 2018: Grammy al millor àlbum de pop vocal tradicional